# 三次藩
三次藩（日语：／ Miyoshi-han */?）是日本備後國三次郡三次的藩，為安藝廣島藩的支藩，寬永9年11月2日（1632年12月13日）創藩，享保4年4月23日（1719年6月10日）廢藩，同年10月25日（12月6日）再次創藩，享保5年5月21日（1720年6月26日）廢藩，石高是50,000石，藩廳是三次陣屋。武家屋敷方面，江戶藩邸上屋敷位於永田馬場向屋敷，下屋敷位於芝高繩，藏屋敷則位於江戶堀五丁目。

## 歷史
寬永9年11月2日（1632年12月13日），安藝廣島藩藩主淺野光晟在江戶幕府的意向下，分知備後國三次郡三次50,000石予其庶兄淺野長治，根據同日的領知朱印狀記載，領地涵蓋三次郡全域、惠蘇郡全域、御調郡和世羅郡，總共69村約47,150石，以及安藝國佐西郡、豐田郡和高田郡約2,840石，總共50,000石。元祿年間（1688年至1704年）時，50,000石領地中35,750石是藏入地，剩餘的14,250石則是知行地。
長治在入主三次後，他定居於三次町中心一帶，設置稱為御館的陣屋（三次陣屋），並且著手興建城下町，在陣屋周圍興建武家屋敷，又在東部和南部興建房屋供町人居住，並且創建鳳源寺等佛寺。另外，由於領地大部分位於山區，既寒冷且偏僻，因此免的水平較低，年貢收入並不穩定，也需要負擔來自江戶幕府的各種課役。
雖然長治在三次城下實施鸕鶿捕魚，又分別從美濃國以及山城國取得香魚和鯉魚的魚卵，並且放流至附近的河流，從而刺激漁業，也通過領地豐田郡忠海以及佐西郡草津的港口往外運送年貢米以及當地物產，不過在寬文年間（1661年至1673年）以後，從京都和大坂的借款與日俱增，財政狀況也逐漸惡化。
延寶3年正月19日（1675年2月13日），長治死去，由光晟三子作為其養子而繼位，即淺野長照。然而，長照以容易患病為由，幾乎沒有前往過三次。元祿4年12月2日（1692年1月19日），長照致仕，由廣島藩藩主淺野綱晟次子作為其養子繼位，即淺野長澄。三次藩的財政狀況在長澄時期變得更為嚴峻，家臣團從當初約50人增加至306人，給知達22,424石。對此，長澄在元祿12年（1699年）邀來松波良利進行藩政改革。松波將家中俸祿改為藩札，又免去運上銀以及未進米銀等來換取增加年貢率，並且設立鐵座和紙座來實施專賣，將年貢米、鐵和紙類運往大坂來還債。然而，松波過於急進的改革引起家中不滿，農民也有所動搖，最終松波在元祿15年（1702年）被罷免。
享保3年正月27日（1718年2月26日），惠蘇郡山之內組的1,400名農民集結於上村山王社，並且巡迴各村呼籲參加強訴以及對地方官員的住處進行打毀。正月29日（2月28日）傍晚，領內6,000人集結於三次郡五日市町三次藩館對岸的畠敷村和十日市町一帶，同年2月3日（3月4日）提出撤回郡制改革、廢除紙鐵專賣、減免貢租以及借取救恤米銀，並且幾乎獲全面接納而各自歸村。同年12月8日（1719年1月27日），七名發起人被告發而落網，翌日處以獄門。三次藩的一揆也成為廣島藩在同年3月12日（1718年4月12日）爆發的一揆的導火線。
享保3年8月4日（1718年8月29日），長澄死去，由其嗣子淺野長經繼位，不過在翌年4月23日（1719年6月10日）便死去，年僅11歲。雖然長經有一弟主鈴，不過由於年僅6歲而，因此三次藩的領地重新劃入至廣島藩。同年10月25日（12月6日），主鈴在廣島藩藩主淺野吉長向江戶幕府請求下，獲准以內證分50,000石再次創藩，主鈴也改名為淺野長寔。然而，長寔在享保5年5月21日（1720年6月26日）死去，三次藩再次廢藩，領地歸由廣島藩管治。

## 歷任藩主
| 家名   | 家格      | 名稱     | 石高     |
| ------ | --------- | -------- | -------- |
| 淺野家 | 外樣 陣屋 | 淺野長治 | 50,000石 |
| 淺野家 | 外樣 陣屋 | 淺野長照 | 50,000石 |
| 淺野家 | 外樣 陣屋 | 淺野長澄 | 50,000石 |
| 淺野家 | 外樣 陣屋 | 淺野長經 | 50,000石 |
| 淺野家 | 外樣 陣屋 | 淺野長寔 | 50,000石 |

## 領地
| 令制國 | 郡     | 領地 |
| ------ | ------ | --- |
| 備後國 | 三次郡 | 原村、青河村、上布野村、下布野村、戶河內村、茂田村、泉吉田村、樻田村、橫谷村、門田村、大山村、香淀村、上作木村、光盛村、西野村、大津村、森山西村、下作木村、大畑村、伊加和志村、東村、穴笠村、森山中村、畠敷村、南畠敷村、後山村、東河內村、西河內村、小文村、日下村、三原村、入君村、藤兼村、石原村、川立村、志和地村哽板木村、福田村、羽出庭村、西酒屋村、東酒屋村、大力谷村（42村） |
| 備後國 | 惠蘇郡 | 木戶村、下村、上村、下原村、戶鄉村、田原村、本鄉村、市村、門田村、河北村、木屋原村、三河內村、比和村、森脇村、湯川村、高山村、古比村、宮內村、竹地谷村、大月村、向泉村、湯木村、濁川村、高茂村（24村） |
| 備後國 | 御調郡 | 吉和村、二野村（2村） |
| 備後國 | 世羅郡 | 加茂村 |
| 安藝國 | 佐伯郡 | 草津村、後田村（2村） |
| 安藝國 | 豐田郡 | 忠海村 |
| 安藝國 | 高田郡 | 上甲立村 |

## 註解
1. ↑  三次現為廣島縣三次市三次町（日语：三次町）、十日市町中和十日市町西[1]。
2. ↑  現行對應地名如下：
  - 永田馬場現為東京都千代田區日枝神社一帶[5]。
  - 高繩現為東京都港區東南部東海道本線以西一帶[6]。
  - 江戶堀五丁目現為大阪府大阪市西區江戶堀（日语：江戸堀）3丁目[7]。
3. ↑  現行對應地名如下[1]：
  - 忠海現為廣島縣竹原市忠海町（日语：忠海町）。
  - 草津現為廣島縣廣島市西區草津（日语：草津 (広島市)）一帶。
4. ↑  現行對應地名如下[1]：
  - 上村現為廣島縣庄原市山內町（日语：山内西村）。
  - 畠敷村現為三次市畠敷町（日语：八次村）。
  - 十日市町現為三次市十日市町（日语：十日市町 (広島県)）、十日市東、十日市南、十日市中和十日市西。